# Dead Frontier
Dead Frontier es un juego multijugador masivo en línea creado y desarrollado por Neil Yates. El juego es gratuito e incluye a su creador como un jugador activo con su personaje conocido en el juego como AdminPwn. Dead Frontier fue lanzado en su versión beta abierta el 21 de abril de 2008, y en la actualidad cuenta con más de 1 millón de usuarios registrados con cientos de usuarios nuevos que se crean cada día. Como un navegador web listo-para-jugar, el usuario sólo requiere de un proceso de inscripción gratuita. Una vez que el proceso de registro se ha completado, el jugador crea un avatar que se puede utilizar para jugar en una Infografía 3D (escenario tridimensional), aunque con ciertos ajustes accesibles a través del foro, los jugadores pueden volver a la versión clásica en 2D (que se menciona más abajo). Con el avatar, al jugador también se le permite interactuar con múltiples servicios relacionados con las operaciones y los elementos dentro del juego así como comunicarse con otros jugadores.

## Jugabilidad
- Dead Frontier tiene lugar en un mundo post-apocalíptico (exactamente en la ciudad ficticia de Fairview) infestado de zombis. Como un juego co-operativo, los sobrevivientes son capaces de ir solos o juntos a luchar contra las hordas de zombis, luchar contra otros jugadores en el modo PvP, buscar comida, medicamentos, municiones, etc. Así como entrar en puestos defendidos por otros sobrevivientes (a la actualidad sólo han prevalecido 5 de estos repartidos por la ciudad), estos son lugares seguros para vivir, negociar e interactuar con otros sobrevivientes, también pueden entrar en edificios abandonados, sellarlos y purgarlos para hacer puestos personales. Los viajes en la ciudad se realizan a pie (Neil Yates ha expresado su negativa a incluir algún tipo de vehículo funcional para los jugadores), así se recorrerán las calles y edificios de Fairview atentos a la inacabable amenaza zombi, a la que los jugadores enfrentarán provistos de una gran variedad de armas y armaduras.

El jugador comienza el juego con la creación de un avatar al que le designará un género, apariencia, y un trabajo o profesión, este comenzará como uno de los sobrevivientes asilados en el Puesto Avanzado de Nastya, allí visitará los edificios disponibles e interactuará con los servicios que en ellos se ofrecen, tales como el mercado, el banco, el almacén, la arena, el patio, etc. Siendo probablemente el mercado el más importante, pues en él el sobreviviente podrá agenciarse o deshacerse de elementos que van desde los alimentos a los medicamentos, municiones, armas, ropa, armaduras, etc. Todo por el precio correcto.
El avatar de los jugadores se muestra a la izquierda de la pantalla (vestido conforme a lo dispuesto por el jugador), junto con algunos indicadores, como son sus mensajes, sus estadísticas, entre las que apreciamos la experiencia acumulada, el dinero disponible, el estado de la salud, la alimentación y la armadura del jugador, las armas que porta (pudiendo portar hasta un máximo de 3), etc. Los jugadores interactúan unos con otros a través de los foros, el radio CB (chat en las salas multijugador), así como al enviarse mensajes privados (PM).
Una vez que el jugador decide dejar el puesto avanzado, motivado por la aventura y obligado por el hambre, el avatar se pone a disposición del jugador para controlarlo dentro de un mundo visto en tercera persona desde arriba, explorando el paisaje ya sea de día, de noche, con lluvia o niebla, recolectando artículos, luchando contra diversos tipos de zombis (o contra otros jugadores si los involucrados así lo desean) para ganar experiencia, completando misiones diarias cuya dificultad aumenta de puesto en puesto, e interactuar con otros jugadores y objetos. 
Como se mencionó antes, gran parte del juego gira en torno a los 5 puestos avanzados existentes en Fairview, que son El Puesto de Nastya, La Empalizada de Dogg, El Precinto 13, El Fuerte Pastor Y El Búnker de Secronom, en donde los jugadores reciben sus misiones diarias y en donde pueden descansar luego de una larga jornada de lucha y saqueo, aunque si el puesto es atacado por los zombis el jugador podrá salir a defenderlo (servicio por el que se le premiará con experiencia extra), el jugador podrá desenvolverse en solitario o formar parte de uno de los varios clanes surgidos en medio del apocalipsis, algunos virtuosos, algunos neutrales, y algunos maliciosos. Aunque claro todos obedecen las reglas de conducta así como las que prohíben la estafa y el abuso de bugs. La mayoría de estas normas se difunden y aplican en los foros o en la radio CB, y todas las reglas se hacen cumplir por los moderadores y a veces los propios administradores. Los jugadores también pueden informar de otros jugadores que rompen las reglas. Los jugadores están estrictamente obligados a seguir estas reglas para un juego justo, protección de los jugadores, y para promover un entorno propicio para nuevos supervivientes. La violación de estas reglas puede invitar a una acción disciplinaria que puede ir desde las suspensiones a las prohibiciones amplias o permanentes.
Como otros MMORPG, Dead Frontier introdujo membresías pagadas o membresías de oro, lo que permite a los jugadores influir directamente en la mecánica del juego, así como adquirir equipo sofisticado a través de un sistema de crédito.

## Historia del desarrollo
- El 21 de abril de 2008, el juego fue lanzado al público en versión beta. El modo multijugador y jugador contra jugador fueron puestos ofrecidos el 15 de julio de 2008, permitiendo a los jugadores formar equipos o enfrentarse entre ellos. Un sistema de mercado se creó el 1 de octubre de 2008, para facilitar el comercio entre los jugadores. Nombrado como el Centro Comercial Mega Dead Frontier, era popular entre los jugadores, ya que era el único sistema adecuado para el comercio en ese momento. El sistema de barricadas, que sirve para asegurar los edificios y construir puestos de avanzada de carácter personal fue lanzado el 26 de enero de 2009. Esto permitió a los jugadores crear sus propios puestos de avanzada en la ciudad, manteniendo a los zombis fuera, y en donde podían acceder a los servicios que ofrecen el mercado, el banco, el almacén, etc. Un nuevo sistema de inventario fue lanzado el 15 de marzo de 2009, junto con la capacidad para llevar a cabo operaciones privadas. Un sistema de mercado nuevo fue lanzado, en sustitución del Centro Comercial Mega Dead Frontier. Las misiones fueron dadas a conocer el 19 de julio de 2009, las que entonces constaban de tareas específicas a los jugadores, como eliminar a todos los infectados en un área, entregar un paquete en un edificio, encontrar algún artículo especial, ó incluso ir en búsqueda de algún sobreviviente, las que una vez cumplidas y reportadas otorgaban una recompensa en efectivo y en experiencia.

El 20 de septiembre de 2010, la versión de ordenador en gráficos 3D del juego fue lanzada para todos los jugadores registrados (previamente probado por Miembros de Oro), abriendo el camino para los jugadores para interactuar con el juego. Los interiores de los edificios y la posibilidad de armar barricadas en ellos para la versión 3D del juego fueron lanzados el 25 de mayo de 2012, permite a las personas acceder a los interiores de los edificios y fabricar barricadas, El 14 de enero de 2013 el Administrador del juego decide sacar nuevo armamento para futuras generaciones y mejor optimización del juego por lo cual decide informar en la fecha especifica y para el 18 de febrero terminar con la programación y sacar el armamento, después de varios eventos y actualizaciones el Administrador empieza a realizar una serie de evento semanales para atraer gente y entretener a los jugadores ya regristados en el juego.

### Dead Frontier: Outbreak
El 16 de septiembre de 2009, un juego fue lanzado en sitios web de juegos a fin de promover Dead Frontier. Titulado Dead Frontier: Outbreak, es un juego de aventuras basado en textos, en donde los jugadores deben tomar sabias decisiones a fin de sobrevivir y salvar a sus seres queridos en el demencial apocalipsis zombie; el juego por su aceptación y consecuente éxito fue seguido por Dead Frontier: Outbreak 2.

### Clanes
Existe en el juego un grupo de personas llamado "clan", y todos pueden pertenecer a uno, ya sea crearlo con un costo de 10 millones de cash del juego, o pedir unirte al dueño o líder de algún clan.
La funcionalidad del clan, primordialmente es conseguir la Dusk Shop ganando alguno de los tops semanales... sin embargo, actualmente los clanes también sirven para apoyarse mutuamente a conseguir armamento o equipamiento entre los miembros del mismo clan.
En el juego hay clanes de renombre, de los cuales la gran mayoría de los jugadores de Dead frontier con algún tiempo en este, conocen, tal es el caso de "Scarlet Sentinels" el cual es muy conocido ya que el dueño de la cuenta "Champion" hace game plays sobre dead frontier y pertenece a este clan.
Otro caso similar es "E B D A" un clan muy conocido por ganar en repetidas ocasiones, tanto el top kill player (tpk) como el top survivor (ts).

### Armamento
La mayoría de las armas que el juego contiene y que los jugadores pueden hacerse de una están basadas en armas reales, como lo puede ser la poderosa y conocida M60 o la escopeta AA-12, en el juego existe gran variedad de tipos de armas, desde las armas cuerpo a cuerpo, hasta poderosas ametralladoras pesadas y lanza granadas, los jugadores pueden hacerse de las que quieran siempre y cuando sus puntos de experiencia llenen la cantidad que requieren dichas armas (stats), se obtienen al subir de nivel, los jugadores pueden obtener 5 puntos cada nivel mientras estén subiendo del nivel 1-50, a partir del nivel 51 los puntos obtenidos serán 1 para las habilidades del personaje y 2 para subir cualquier tipo de arma.
Las armas que puede haber en el juego basadas en una lista son:
-Armas de cuerpo a cuerpo (Melee Weapons)
-Motosierras (Chainsaws)
-Pistolas 
-Rifles
-Escopetas (Shotguns)
-Ametralladoras Ligeras (Light Machineguns)
-Ametralladoras Pesadas (Heavy Machineguns)
-Lanzagranadas (Explosives)
-Miniguns
-Armas Especiales (Special Gear)
De estas últimas se puede decir que contienen armas de edición limitada, "Corpse Weapons (Armas hechas de cadáveres)", las famosas armas Dusk y X-Dusk, de las cuales solo los mejores jugadores del juego pueden obtenerlas, llegando a ser nivel 220 y 325(este último es el nivel máximo en el juego) o ganando los récords o "tops" de la semana que consiste en haber matado mas jugadores en la modalidad PVP habiendo juntado muchos puntos pvp, o de la forma de junte masivo de puntos de experiencia, solo pueden entrar los mejores elementos, siendo el rango 1 o llegar al nivel 325 es como se obtiene acceso a las Dusk Shop. De igual forma existe la posibilidad de conseguir la, coloquialmente conocida, "mini dusk" y es posible conseguirla si el clan al que perteneces gana alguno de los tops ya antes mencionados en la forma semanal; Esta "mini dusk" consta de: Dusk Enforcer (pistola de munición ilimitada), Dusk Reazor (espada), Dusk Mask(mascara Dusk)y la caja de seguridad más grande del juego). Por otra parte las "Corpse Weapon" se pudieron obtener a través de la Credit Shop por cierta cantidad de créditos (obtenidos pagando con dinero real), estas armas han sido lanzadas desde inicios de 2012, siendo entre varias opciones pistolas, cuerpo a cuerpo, ametralladoras, etc. La Corpse Weapon más conocida y más codiciada por los jugadores el la llamada "Corpse Destroyer (Cadáver destructor o Destructor de cadáveres) ".    Por otra parte las armas de nivel 120 o armas de mayor cadencia de daño, son las armas que más daño pueden provocar en el juego, cada una de estas armas es incluso mejor que las "Corpse Weapons", varias de estas están basadas en un modelo de arma común vueltas en una parte apocalípticas por su diseño, todas estas armas usan solo una especie de munición especial que solo puede ser obtenida en la Black Zone o zona negra del mapa del juego, o bien de ser obtenida comprándola en el Market Place (mercado).